# آلن میکلی
آلن میکلی (انگلیسی: Alain Mikli) زادنام آلن میکلیتاریان ((به انگلیسی: Alain Miklitarian); زاده ۱ آوریل ۱۹۵۵) یک طراح عینک دست‌ساز با کیفیت بالا و لوازم جنبی ارمنی‌تبار اهل فرانسه است. در سال ۱۹۷۸ در سن ۲۳ سالگی، آلن میکی استودیوی طراحی خویش را در شهر پاریس تأسیس نمود. حدود ۵۰۰٬۰۰۰ جفت از عینک‌های ساخت میکلی در سرتاسر دنیا به فروش رفته‌است. در تاریخ ۲۳ ژانویه ۲۰۱۳ آلن میکلی اینترنشنال توسط لوکساتیکا، غول صنعت عینک ایتالیا به مبلغ ۹۰ میلیون یورو خریداری شد.